# Административно деление на Руанда
Руанда е разделена на 5 провинции, наричани интара, които се подразделят на райони (акарере) и общини (умуджуи).
Преди 1 януари 2006 г. страната е разделена на 12 провинции, но правителството решава да създаде нови, опитвайки се да се справи с всички проблеми, възникнали в страната от Геноцида в Руанда през 1994 г. Първото решение е позовано на силата на децентрализирането, тъй като Правителствената система по централизиране на Руанда е допълващ фактор в подкрепа на геноцида. Второ, във всяка от новите провинции живеят повече етнически групи, отколкото в предишните 12 провинции, което помага да се намали етническото разделение. И накрая новите провинции нямат да имат никаква връзка със събитията от геноцида.
Петте провинции са:
- Северна
- Източна
- Южна
- Западна
- Кигали